# Fa, Aude

Fa este o comună în departamentul Aude din sudul Franței. În 1 ianuarie 2018 avea o populație de 345 de locuitori.